# Habrocestum rubroclypeatum
Habrocestum rubroclypeatum är en spindelart som beskrevs av Roger de Lessert 1927. Habrocestum rubroclypeatum ingår i släktet Habrocestum och familjen hoppspindlar. Inga underarter finns listade i Catalogue of Life.